# گرچن ویتمر
گرچن ویتمر (انگلیسی: Gretchen Whitmer؛ زادهٔ ۲۳ اوت ۱۹۷۱) سیاست‌مدار اهل ایالات متحده آمریکا و ۴۹مین فرماندار ایالت میشیگان است. او به عنوان یک دموکرات از سال ۲۰۰۱ تا ۲۰۰۶ در مجلس نمایندگان ایالتی میشیگان و از ۲۰۰۶ تا ۲۰۱۵ در سنای ایالتی میشیگان حضور داشت.
ویتمر با شرکت در انتخابات فرمانداری میشیگان در ۲۰۱۸، بیل ساشه رقیب جمهوری‌خواه خود را شکست داد و از ۱ ژانویه ۲۰۱۹ به عنوان فرماندار شروع به کار کرد.